# Премия «Давид ди Донателло» за лучший звук
Премия «Давид ди Донателло» за лучшую запись звука (итал. David di Donatello per il miglior fonico di presa diretta) — один из призов национальной итальянской кинопремии «Давид ди Донателло».

## Победители

### 1980-е
- 1988ː
  - Раффаэле де Лука — Последняя минута
- 1989ː
  - Кандидо Рейни — Миньон уехала

### 1990-е
- 1990ː
  - Ремо Уголинелли — Открытые двери
- 1991ː
  - Тициано Кротти — Средиземное море (ex aequo)
  - Ремо Уголинелли — Ультра (ex aequo)
- 1992
  - Гаэтано Чарито — Невидимая стена
- 1993
  - Ремо Уголинелли — Охрана
- 1994
  - Туллио Морганти — Суд
  - Бенито Алчимеде — Не будем больше встречаться
  - Франко Борни — Дорогой дневник
- 1995
  - Алессандро Занон — Ламерика
  - Марио Иагуан и Даги Ронданини — Любовь утомляет
  - Туллио Морганти — Без кожи
- 1996
  - Джанкарло Лауренци — Палермо-Милан: Билет в одну сторону
  - Массимо Лоффреди — Фабрика звёзд
  - Алессандро Занон — Второй раз
- 1997
  - Туллио Морганти — Нирвана
  - Маурицио Аргентьери — Принц Гомбургский
  - Гаэтано Чарито — Холодная холодная зима
  - Тициан Кротти — Пьянезе Нунцио: 14 лет в мае
  - Бруно Пуппаро — Моё поколение
- 1998
  - Туллио Морганти — Яйца вкрутую
  - Туллио Морганти — Жизнь прекрасна
  - Алессандро Занон — Апрель
- 1999
  - Гаэтано Чарито — Радио Фреччиа
  - Амедео Касати — Не от мира сего
  - Бруно Пуппаро — Браки

### 2000-е
- 2000
  - Маурицио Аргентьери — Хлеб и тюльпаны
  - Туллио Морганти — Сладкий шум жизни
  - Бруно Пуппаро — Но навсегда в моей памяти
- 2001
  - Гаэтано Чарито — Последний поцелуй
  - Фульгенцио Кеккон — Сто шагов
  - Алессандро Занон — Комната сына
- 2002
  - Ремо Уголинелли — Свет моих очей
- 2003
  - Андреа Джорджио Мозер — Битва за Эль-Аламейн
  - Маурицио Аргентьери — Касомай
  - Гаэтано Чарито — Помни обо мне
  - Гаэтано Чарито — Максимальная скорость
  - Марко Грилло — Окно напротив
- 2004
  - Фульгенцио Кеккон — Лучшие из молодых
  - Гаэтано Чарито — Здравствуй, ночь
  - Марио Иагуан — Не уходи
  - Мауро Лазарь — Я не боюсь
  - Мигель Поло — Что с нами будет?
- 2005
  - Алессандро Занон — Ключи от дома
  - Марио Далимонти — Входите при свете
  - Гаэтано Чарито и Пьерпаоло Мерафино — Учебник любви
  - Марко Грилло — Боль чужих сердец
  - Даги Ронданини и Эмануэле Кекере — Последствия любви
- 2006
  - Алессандро Занон — Кайман
  - Бенито Алчимеде и Маурицио Грасси — Ночь накануне экзаменов
  - Гаэтано Чарито — Мой лучший враг
  - Марио Иагуан — Криминальный роман (фильм)
  - Бруно Пуппаро — Зверь в сердце
- 2007
  - Бруно Пуппаро — Мой брат – единственный ребёнок в семье
  - Марио Иагуан — Свобода – тоже хорошо
  - Пьер Ив Лабу — Новый свет
  - Жилберту Мартинелли — Незнакомка
  - Марко Грилло — Сатурн в противофазе
- 2008
  - Алессандро Занон — Девушка у озера
  - Гаэтано Чарито — Тихий хаос
  - Франсуа Мусы — Дни и облака
  - Бруно Пуппаро — Белые и чёрные
  - Ремо Уголинелли — Держать дистанцию
- 2009
  - Маричетто Ломбардо — Гоморра
  - Эмануэле Кекер — Изумительный
  - Марко Фьюмара — Экс
  - Гаэтано Чарито, Марко Грилло, Бруно Пуппаро — Итальянцы
  - Бруно Пуппаро — Это выполнимо

### 2010-е
- 2010
  - Карло Миззиденти — Тот, кто придёт
  - Фаузи Тхабет — Баария
  - Бруно Пуппаро — Родители и дети. Взболтать перед употреблением
  - Марио Иагуан — Первое прекрасное
  - Гаэтано Чарито — Побеждать

- 2011
  - Бруно Пуппаро — Наша жизнь
  - Марио Иагуан — Двадцать сигарет
  - Франческо Лиотар — Базиликата: От побережья к побережью
  - Паоло Бенвенути и Симон Паоло Оливьеро — Четырежды
  - Гаэтано Чарито и Марисетта Ломбардо — Мы верили

- 2012
  - Бенито Алчимеде и Брандо Моска — Цезарь должен умереть
  - Жилберту Мартинелли — Все копы – ублюдки
  - Алессандро Занон — У нас есть Папа!
  - Фульгенцио Кеккон — Роман о бойне
  - Рэй Кросс и Уильям Сарокин — Где бы ты ни был

- 2013
  - Ремо Уголинелли и Alessandro Palmerini — Диас: Не вытирайте эту кровь
  - Гаэтано Чарито и Пьерпаоло Мерафино — Спящая красавица
  - Фульгенцио Кеккон — Да здравствует свобода
  - Маричетто Ломбардо — Реальность
  - Жилберту Мартинелли — Лучшее предложение

- 2014
  - Роберто Моцарелли — Цена человека
  - Маурицио Аргентьери — Счастливые годы
  - Анджело Бонанни — Захочу и соскочу
  - Эмануэле Кекере — Великая красота
  - Марко Грилло, Мирко Пнталла — Пристегните ремни

- 2015
  - Стефано Кампус — Чёрные души
  - Ремо Уголинелли — Итальянское имя
  - Джильберто Мартинелли — Невидимый мальчик
  - Алессандро Дзанон[1] — Моя мама
  - Франческо Лиотард — Torneranno i prati

- 2016
  - Ангело Бонанни — Не будь злым
  - Маричетта Ломбардо — Страшные сказки
  - Валентино Джанни — Меня зовут Джиг Робот
  - Умберто Монтесанти — Идеальные незнакомцы
  - Эммануэле Черере — Молодость

- 2015
  - Анхело Бонанни, Диего Де Сантис, Мирко Перри, Мишель Маццуччо — Быстрая, как ветер
  - Гаэтано Карито, Пьерпаоло Лоренцо, Лилио Розато, Роберто Каппанелли — Приятных снов
  - Валентино Джанни, Фабио Конка, Омар Абузаид, Сандро Росси, Лилио Розато, Франческо Кучинелли — Неделимые
  - Алессандро Бьянки, Лука Новелли, Даниела Бассани, Фабрицио Куадроли, Джанни Паллотто — Как чокнутые
  - Филиппо Поркари, Федерика Рипани, Клаудио Спинелли, Марко Маринелли, Массимо Маринелли — La stoffa dei sogni

- 2018
  - Адриано Ди Лоренцо, Альберто Падоан, Марк Бастьен, Эрик Граттепайн, Франко Пископо — Нико, 1988
  - Фабио Конка, Джулиано Маркаччини, Даниэле Де Анжелис, Джузеппе Д'Амато, Антонио Джаннантонио, Дарио Кальвари, Алессандро Чеккаччи — Неаполь под пеленой
  - Андреа Кутилло, Timeline Studio, Джорджо Мольфини  — Кошка-Золушка
  - Лавиния Буркери, Симоне Костантино, Клиудио Спинелли, Джанлука Базили, Серджо Базили, Антонио Тиринелли, Надя Паоне — Любовь и пуля
  - Джузеппе Триподи, Флориан Февр, Жульєн Перес — Чамбра

- 2019
  - Догмэн
  - Революция на Капри
  - Назови меня своим именем
  - Счастливый Лазарь
  - Лоро

### 2020-е
- 2020
  - Первый король Рима
  - Счастливое число 5
  - Предатель
  - Мартин Иден
  - Пиноккио